# Xu Jing (Tischtennisspielerin)
Xu Jing (chinesisch 徐竞 / 徐競; Pinyin Xú Jìng; * 8. Januar 1968 in Liaoning) ist eine ehemalige in China geborene taiwanische Tischtennisspielerin. Sie nahm zweimal an den Olympischen Spielen teil.

## Werdegang
Xu wurde in China geboren, übersiedelte aber mit ihrer Familie zusammen früh nach Taiwan. In ihrer Jugend zählte sie zu den erfolgreichsten Spielerinnen ihres neuen Landes. So konnte sie 1991 zum ersten Mal an einer Weltmeisterschaft teilnehmen und kam dabei im Doppel bis ins Achtelfinale.
In den Jahren 1993, 1995, 1997, 1999, 2000 und 2001 nahm Xu an sechs weiteren Weltmeisterschaften teil. Im Jahr 2000 wurde sie mit der Mannschaft Vizeweltmeisterin, was Taiwans bestes Ergebnis überhaupt war. 1996 spielte sie zum ersten Mal bei den Olympischen Spielen mit, schied jedoch bereits in der Vorrunde im Einzel gegen Kim Hyang-mi aus.
Auf der Pro Tour konnte sie einige Erfolge im Doppel aufweisen: 1999 konnte sie Gold bei den Czech Open Gold holen, sowie 2000 bei den Croatia Open. 2000 konnte sie erneut an den Olympischen Spielen teilnehmen und kam dort im Doppel mit Chen Jing ins Achtelfinale, während sie im Einzel in der dritten Runde scheiterte.

## Turnierergebnisse
Quelle:
| Verband | Veranstaltung         | Jahr | Ort             | Land | Einzel       | Doppel        | Mixed     | Team                     |
| ------- | --------------------- | ---- | --------------- | ---- | ------------ | ------------- | --------- | ------------------------ |
| TPE     | Olympische Spiele     | 2000 | Sydney          | AUS  | letzte 32    | letzte 16     |           |                          |
| TPE     | Olympische Spiele     | 1996 | Atlanta         | GEO  | Qual.        | Qual.         |           |                          |
| TPE     | Pro Tour Grand Finals | 1999 | Sydney          | AUS  | letzte 16    | Viertelfinale |           |                          |
| TPE     | World Cup             | 1998 | Taipeh          | TPE  | letzte 16    |               |           |                          |
| TPE     | Pro Tour              | 1999 | Prag            | CZE  |              | Gold          |           |                          |
| TPE     | Pro Tour              | 1999 | Melbourne       | AUS  |              | Gold          |           |                          |
| TPE     | Pro Tour              | 2000 | Zagreb          | CRO  |              | Gold          |           |                          |
| TPE     | Pro Tour              | 2000 | Fort Lauderdale | USA  |              | Gold          |           |                          |
| TPE     | Weltmeisterschaft     | 1991 | Chiba           | JPN  | keine Teiln. | letzte 16     |           |                          |
| TPE     | Weltmeisterschaft     | 1993 | Göteborg        | SWE  | letzte 64    | Viertelfinale |           | Viertelfinale (8. Platz) |
| TPE     | Weltmeisterschaft     | 1995 | Tianjin         | CHN  | letzte 16    | letzte 16     |           | letzte 16 (12. Platz)    |
| TPE     | Weltmeisterschaft     | 1997 | Manchester      | ENG  | letzte 64    | letzte 16     | letzte 64 |                          |
| TPE     | Weltmeisterschaft     | 1999 | Eindhoven       | NED  | letzte 64    | Viertelfinale | letzte 64 |                          |
| TPE     | Weltmeisterschaft     | 2000 | Kuala Lumpur    | MAS  |              |               |           | Silber                   |
| TPE     | Weltmeisterschaft     | 2001 | Osaka           | JPN  | letzte 128   | letzte 64     | letzte 32 | Viertelfinale (8. Platz) |